# 安達裕樹
安達 裕樹（あだち ゆうき、1983年2月12日 - ）は、三重県出身の競艇選手。登録番号4227。身長165cm。血液型O型。92期。

## 来歴
- 一般競走
  - 初出走 ：2003年05月15日（津）
  - 初勝利 ：2003年06月13日（桐生）
  - 初優出 ：2005年09月28日（若松）
  - 初優勝 ：2007年05月03日（津）
- G1・SG記録
  - G1初出走 ：2007年11月29日（常滑）【ダイヤモンドカップ】
  - G1初優出 ：2009年01月20日（びわこ）【第23回 新鋭王座決定戦】
  - G1初優勝 ：2009年12月14日（津）【開設57周年記念 つつじ賞王座決定戦】
  - SG初出場 ：2009年11月24日（常滑）【第12回 競艇王チャレンジカップ】